# کنیدیان فرس بیس لار
کنیدیان فرس بیس لار (به انگلیسی: Canadian Forces Base Lahr) یک فرودگاه نظامی با کد یاتا LHA است . این فرودگاه در کشور آلمان قرار دارد .